# Ernst Heinrich Wilhelm Fier
Ernst Heinrich Wilhelm Fier  (* 19. Februar 1792 in Boppard; † 12. Juli 1884 in Bernkastel-Kues) war ein Weingutsbesitzer, Bürgermeister und Mitglied des Deutschen Reichstags.

## Leben
Nach Besuch der École secondaire in Boppard schlug Fier die Verwaltungslaufbahn ein, war zuerst bei Vermessungsarbeiten beschäftigt, dann Forstkassenrendant. Von 1823 bis 1868 war er Bürgermeister des Amtes Lieser und zeitgleich Mitglied des Kreistages Bernkastel.
Er engagierte sich stark für die Verbesserung der Infrastruktur und es kam zu zahlreichen Baumaßnahmen. 1842 wurde der Amtssitz nach Kues verlegt. Fier wurde 1845 stellvertretendes Mitglied des Rheinischen Provinziallandtages und 1845 sowie 1859 bis 1862 Mitglied des Preußischen Abgeordnetenhauses für den Wahlkreis Daun-Prüm-Bitburg bzw. Wittlich-Bernkastel. 1848 wurde er Mitglied des Komitees zur Vorbereitung der Mai-Wahlen, Wahlmann für Kues (auch 1849) und im Wahlkreiskomitee. Von 1871 bis 1874 war er Mitglied des Reichstages für den Wahlkreis Regierungsbezirk Trier 2 (Wittlich-Bernkastel) für die Zentrumspartei.